# Pancrácio IV da Geórgia
Pancrácio IV (em grego: Παγκράτιος, Pankrátios; em latim: Pancratius; em georgiano:  ბაგრატ IV) da dinastia Bagrationi  foi um rei da Geórgia entre agosto de 1027 e novembro de 1072. Durante seu longo e agitado reinado, Pancrácio tentou reprimir a alta nobreza e assegurar a soberania da Geórgia frente aos poderosos impérios dos bizantinos e dos seljúcidas. Numa série de conflitos interligados, Pancrácio conseguiu derrotar seus mais poderosos vassalos e rivais, os liparítidas, colocando diversos enclaves feudais sob seu controle e reduzindo os reis de Lorri e da Caquécia, assim como o emir de Tbilisi, a um estado de vassalagem. Como muitos governantes medievais da região do Cáucaso, ele detinha diversos títulos bizantinos, particularmente os de nobilíssimo, curopalata e sebasto.

## Primeiros anos
Pancrácio era filho do rei Jorge I (r. 1014–1027) com sua primeira esposa Maria de Vaspuracânia. Com três anos, Pancrácio foi entregue pelo pai como refém ao imperador bizantino Basílio II Bulgaróctono (r. 976–1025) depois que Jorge foi derrotado na guerra contra os bizantinos em 1022. O jovem Pancrácio passou os três anos seguintes na capital imperial, Constantinopla, e foi solto em 1025. Ele ainda estava em território bizantino quando Basílio morreu e foi sucedido por seu irmão, Constantino VIII (r. 1025–1028). O novo imperador ordenou que o jovem príncipe fosse trazido de volta, mas o enviado imperial não conseguiu alcançar o comboio de Pancrácio, que já estava no Reino da Geórgia.
Depois que Jorge I morreu, em 1027, Pancrácio, aos oito, sucedeu-o no trono. A rainha-mãe Maria recobrou sua antiga proeminência e se tornou uma regência para seu filho menor de idade, dividindo o posto com outros nobres, particularmente Liparites IV, duque de Trialécia, e Ivane Abazasdze, duque de Ibéria.
Na época de sua ascensão, o ímpeto dos bagrátidas' para completar a unificação de todos os territórios georgianos já era irreversível. Os reis da Geórgia se assentaram em Cutáissi, na Geórgia ocidental, de onde passaram a governar o que havia sido o Reino da Abecásia e uma grande porção do Principado da Ibéria. Tao-Clarjécia havia sido perdido para os bizantinos e um emir muçulmano governava Tbilisi. Finalmente, os reis da Caquécia teimosamente defendiam sua autonomia na Geórgia oriental. Além disso, a lealdade dos grandes nobres à coroa estava longe de ser segura. Durante a minoridade de Pancrácio, a regência ampliou as posições da alta nobreza cuja influência ele, quando assumiu os poderes plenos, tentaria conter. Simultaneamente, a coroa georgiana foi confrontada por dois formidáveis inimigos externos: o Império Bizantino e o os ressurgentes turcos seljúcidas. Mesmo tendo laços culturais e religiosos que já remontavam a séculos e mesmo sendo os muçulmanos seljúcidas uma ameaça ao próprio império, a agressividade dos bizantinos no Cáucaso contribuiu muito para uma atmosfera de desconfiança e recriminação que impediu que as duas nações cristãs cooperassem de forma efetiva contra a ameaça comum dos seljúcidas. Com a consolidação da hegemonia dos bagrátidas no Cáucaso como a pedra fundamental do reino de Pancrácio, sua política externa pode ser entendida como sendo uma tentativa de lançar seljúcidas e bizantinos um contra o outro.

## Guerras dinásticas

Estados georgianos entre 830-1020.

Logo depois da ascensão de Pancrácio ao trono, Constantino VIII enviou um exército para tomar a estratégica cidade fortificada de Artanuji (atual Ardanuç, Turquia) em nome do príncipe bagrationi Demétrio (Demetre), o filho de Gurgenes de Clarjécia, que havia sido deposto pelo avô de Pancrácio IV, Pancrácio III, de seu feudo em Artanuji no início da década de 1010. Diversos nobres georgianos desertaram para o lado bizantino, mas os súditos leais de Pancrácio conseguiram montar uma defesa.
A morte de Constantino em 1028 abortou os planos bizantinos e, em 1030, a rainha Maria visitou o novo imperador Romano III Argiro (r. 1028–1034). Ela negociou um tratado de paz e retornou com o influente título bizantino de curopalata para seu filho em 1032. Ela também trouxe-lhe uma princesa bizantina chamada Helena, filha de Basílio Argiro, irmão de Romano, para ser sua esposa. O casamento era uma tentativa diplomática de criar uma associação estratégica entre o reino e o império. Porém, a morte de Helena logo em seguida em Cutáissi deu à corte georgiana a oportunidade de tentar outro caminho diplomática através do casamento de Pancrácio com Borena, a filha do rei da Alânia, um país cristão no norte do Cáucaso.
Em 1033, a corte real enfrentou outro problema dinástico, desta vez na figura do meio-irmão de Pancrácio, Demétrio, filho de Jorge I de seu segundo casamento com Alda da Alânia. Demétrio e Alda viviam em Anacopia, uma fortaleza na Abecásia que herdaram do finado rei Jorge I. Embora a tentativa de alguns nobres de explorar as possíveis aspirações ao trono de Demétrio tenha fracassado, os esforços da corte georgiana de conquistar-lhes a lealdade igualmente fracassou. Ameaçada por Pancrácio, a rainha-mãe Alda desertou para os bizantinos e entregou Anacopia a Romano III Argiro que, em troca, homenageou Demétrio com o título de magistro.
Em 1039, Demétrio retornou à Geórgia com tropas bizantinas e, desta vez, ele tinha o apoio de Liparites IV, dos liparítidas, o mais poderoso nobre da Geórgia.
Liparites, que era duque do distrito de Trialécia e posteriormente seria comandante-em-chefe dos exércitos reais, já havia aparecido como defensor do jovem Pancrácio no início da década de 1030. A habilidade militar de Liparites foi demonstrada novamente em 1034, quando, à frente de um exército combinado de armênios e georgianos, derrotou as tropas xadádidas em Arrã. Em 1038, Liparites estava prestes a capturar a antiga capital de Tbilisi, um um enclave muçulmano desde o século VIII. Temendo o crescente poder Liparite, os nobres georgianos persuadiram Pancrácio a ordenar que ele recuasse seu exército, frustrando seu plano. Liparites se tornou um inimigo jurado do rei e começou a cooperar ativamente com os bizantinos em busca de vingança contra Pancrácio e seus nobres.
Em nome do pretendente Demétrio, Liparites conseguiu uma série de vitórias contra Pancrácio. Apesar da morte de Demétrio em 1042, ele continuou a lutar com seus aliados bizantinos e com Davi I de Lorri. Depois da derrota na Batalha de Sasireti, o controle de Pancrácio se reduziu às províncias ocidentais. Durante as campanhas seljúcidas na Anatólia em 1048, Liparite, que vinha combatendo pelos bizantinos, foi capturado na Batalha de Capetron e Pancrácio, aproveitando-se, retomou todas as suas posses orientais. Contudo, a sorte do rei rapidamente mudou quando Liparites retornou do cativeiro. O duque rebelde forçou Pancrácio a fugir para Constantinopla, onde ele foi forçado a ficar por três anos por causa das intrigas de Liparites. Na ausência do rei (1050-1053), Liparites era o governante de facto da Geórgia, chegando ao ponto de instalar o filho de Pancrácio, Jorge, como rei e declarando-se regente. Depois do retorno do rei, Liparites reiniciou os combates até que, finalmente, em 1060, seus seguidores conspiraram contra ele, prendendo-o e entregando-o a Pancrácio, que forçou-o a entrar para um mosteiro. A partir daí Pancrácio ganhou impulso para restringir o poder dos príncipes dinásticos, reduziu o poder dos reis do Reino de Lorri e da Caquécia à completa impotência e chegou a conquistar Tbilisi por um breve período.

## Ataques seljúcidas
Na década de 1060, Pancrácio enfrentou um problema ainda maior: os seljúcidas de Alparslano começaram a invadir as regiões fronteiriças da Geórgia. Pancrácio teve que comprar a paz entregando a Alparslano uma sobrinha em casamento.
A ameaça seljúcida incitou os governos bizantino e georgiano a buscarem uma cooperação mais próxima. Para assegurar uma aliança, a filha de Pancrácio, Marta (Maria) se casou, em algum momento entre 1066 e 1071, com o coimperador bizantino Miguel VII Ducas. A escolha de uma princesa georgiana não tinha precedentes e foi vista na Geórgia como uma vitória diplomática de Pancrácio.
Em 10 de dezembro de 1068, Alparslano, acompanhado pelos reis de Lorri, da Caquécia e do emir de Tbilisi, marchou novamente contra Pancrácio. As províncias de Ibéria e Arguécia foram ocupadas e saqueadas. Os antigos rivais de Pancrácio, os xadádidas de Arrã foram recompensados recebendo as fortalezas de Tbilisi e Rustavi. Depois que o sultão deixou a Geórgia, Pancrácio reconquistou a Ibéria em julho de 1068. Alfadle I ibne Maomé, um dos xadádidas, acampado em Isani (um subúrbio de Tbilisi na margem esquerda do rio Cura) com 33 000 homens, arrasou toda a região rural da província. Pancrácio o derrotou, porém, e forçou as tropas xadádidas a fugir. Na estrada através da Caquécia, Alfadle foi preso pelo governante local Aghsartan que, em troca de diversas fortalezas às margens do rio Iori, foi entregue a Pancrácio. O rei obrigou-o a render-lhe Tbilisi, que foi entregue a um emir local sob a condição de vassalagem.
Os últimos anos do reino de Pancrácio coincidiram com o que o professor David Marshall Lang descreveu como "o débacle final do cristianismo oriental" - a Batalha de Manzicerta - na qual Alparslano derrotou decisivamente o exército bizantino, capturando o imperador Romano IV Diógenes, que morreu preso e na miséria. Pancrácio IV morreu no ano seguinte, em 24 de novembro de 1072, e foi enterrado no Mosteiro de Chkondidi. A suserania sobre os problemáticos reinos da Geórgia passou para o seu filho Jorge II.